# Организация борцов за ислам Афганистана
Организация борцов за ислам Афганистана (персидский :سازمان مبارزین برای اسلام افغانستان) — Афганская шиитская исламистская группировка моджахедов. Руководство ОБИ поддерживала тесные связи с организацией «Аль-Наср». Для Ирана наличие афганцев на его территории являлось дополнительным источником живой силы. Иранские политические технологи использовали тысячи обездоленных, как среди афганских беженцев в Иране, так и в самом Афганистане, чтобы используя их тяжёлую ситуацию осуществлять планы Рухоллы Хомейни по экспорту исламской революции в другие страны.
Руководства афганских шиитских группировок осуществлялось из штаб квартир в городах Ирана, лидерами группировок, а основная вооруженная борьба была развернута на территории Афганистана и обусловила возникновение особой категории военных руководителей из числа командиров крупных вооруженных формирований внутри страны. Штаб квартира ОБИ находилась в городе Мешхед — Иран. Как и многие многие шиитские группировки ОБИ в конце 1987 года присоединилась к Шиитской восьмерке, а в 1989 году объединилась с другими группировками в Партию исламского единства Афганистана.
Лидером ОБИ был шейх Мосбах Заде — лидер хазарейцев Бамиана.